# Ligand
Ligand su molekule ili ioni koje odlikuje to što se središnjim metalnim ionom vezuju u kompleks. Ligandi mogu biti ioni ili molekule koji imaju slobodne elektronske parove.
Razvrstavamo ih prema broju veza koje mogu ostvariti sa središnjim atomom:
- monodentatni ligandi su ligandi s jednim potencijalnim donorom elektrona
- polidentatni ligandi su ligandi s više potencijalnih donora elektrona, koje dijelimo na 
ambidentatne ligande, polidentatne ligande koji se mogu vezati sa središnjim atomom samo preko jednog od njih
kelatne ligande, polidentatne ligande koji sasvim obuhvaćaju središnji atom poput škara morskog raka